# Pegomya paratunicata
Pegomya paratunicata este o specie de muște din genul Pegomya, familia Anthomyiidae, descrisă de Willi Hennig în anul 1973. Conform Catalogue of Life specia Pegomya paratunicata nu are subspecii cunoscute.